# 杜元寶
杜元宝（？—453年），魏郡邺县（今河北省邯郸市临漳县）人，北魏的外戚，密皇后杜氏（魏太武帝的生母）、杜超的堂侄，杜遺的长子。
興安元年（452年）十二月丁巳，魏文成帝以樂陵王周忸為太尉，平原王陸麗為司徒，鎮西將軍杜元寶為司空。杜元宝弟杜胤宝，官至司隶校尉。興安二年（453年）正月辛巳，司空杜元寶進爵為京兆王，受封回来后，父亲杜遗去世，第二天应当入宫拜谢皇帝，杜元宝想要上表告知。魏文成帝不知道杜遗去世，怪其迟到，召他入宫。杜元宝将入宫，有人阻止他：“应该以家中有丧事自辞。”杜元宝不从，于是冒哀入宫。二月己未，司空、京兆王杜元寶謀反，伏誅。亲从都被斩杀，只有杜元宝子杜世衡逃免。后来杜世衡袭杜遗公爵。